# Gutensteiner Alpen
Die Gutensteiner Alpen sind eine Gebirgsgruppe der Ostalpen. Sie bilden den nordöstlichsten Teil der Nördlichen Kalkalpen, in dem noch Höhen über 1000 m erreicht werden. Höchster Gipfel ist die Reisalpe (1399 m). Sie sind nach dem Ort Gutenstein im Piestingtal benannt.

## Topografie

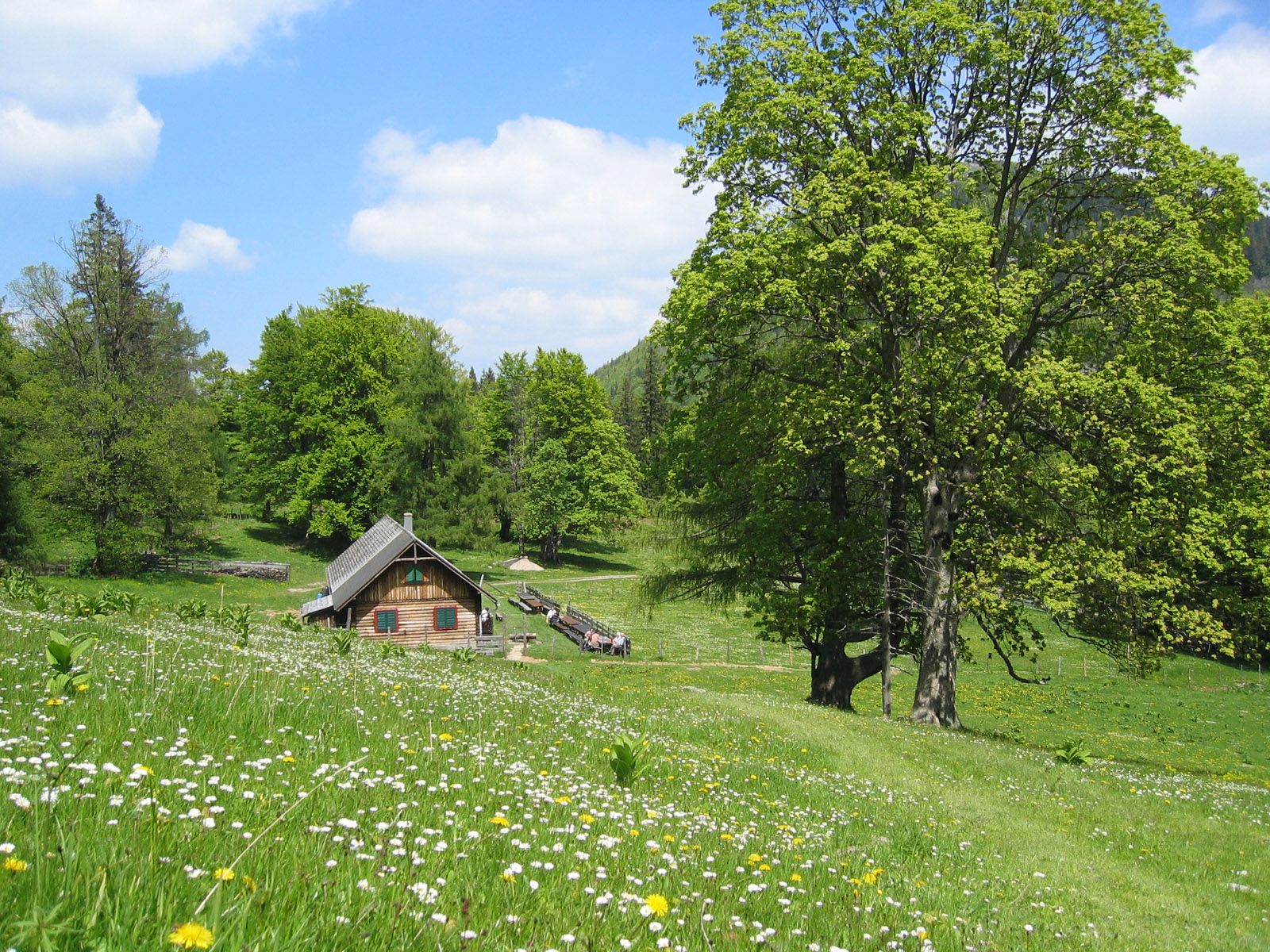
Die Kleinzeller Hinteralm an der Nordseite der Reisalpe

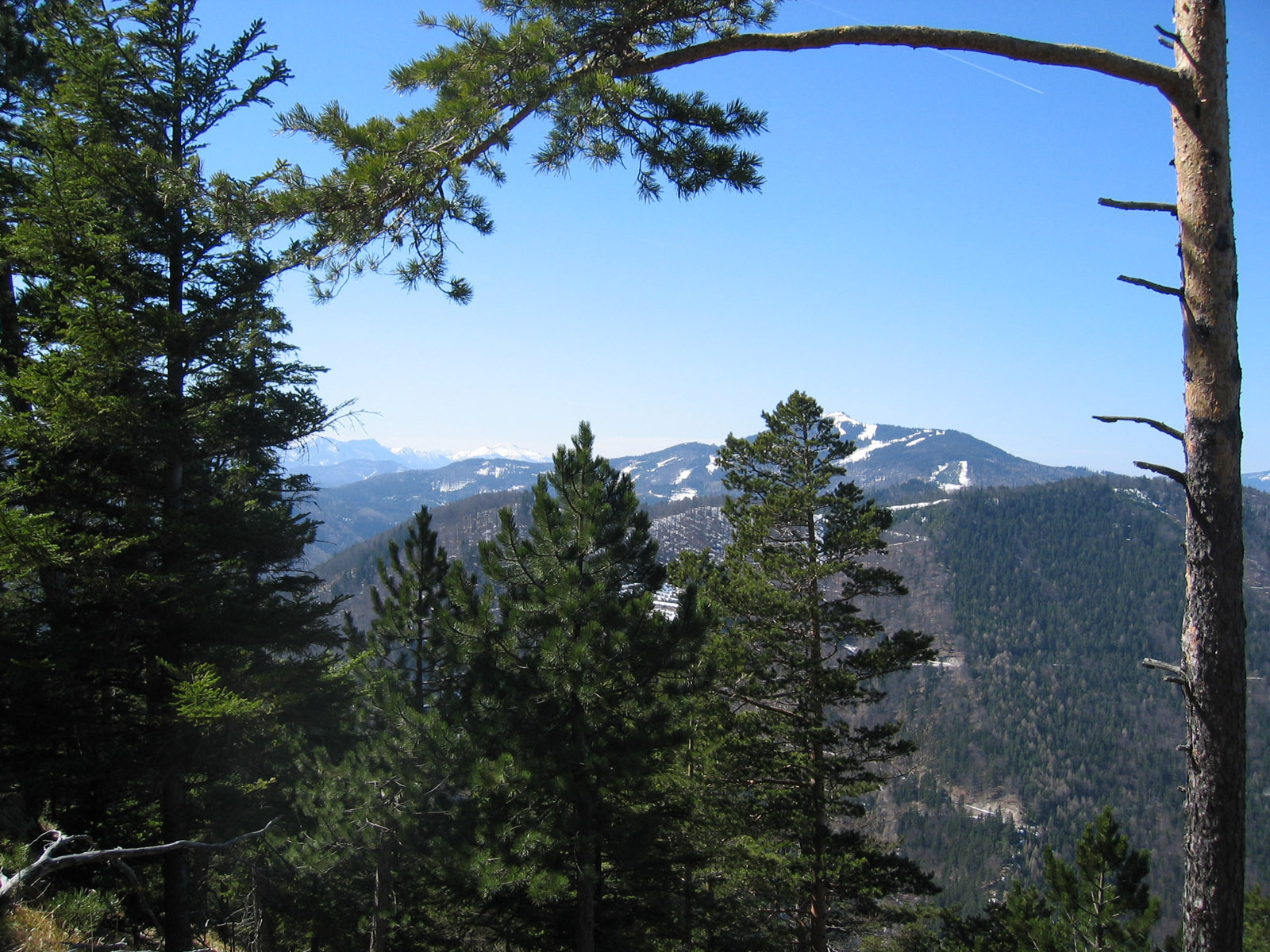
Föhren- und Fichtenwald am Almeskogel; im Hintergrund der Unterberg; im Mittelgrund der unbenannte Gipfel am Enziansteig südlich des Kienecks

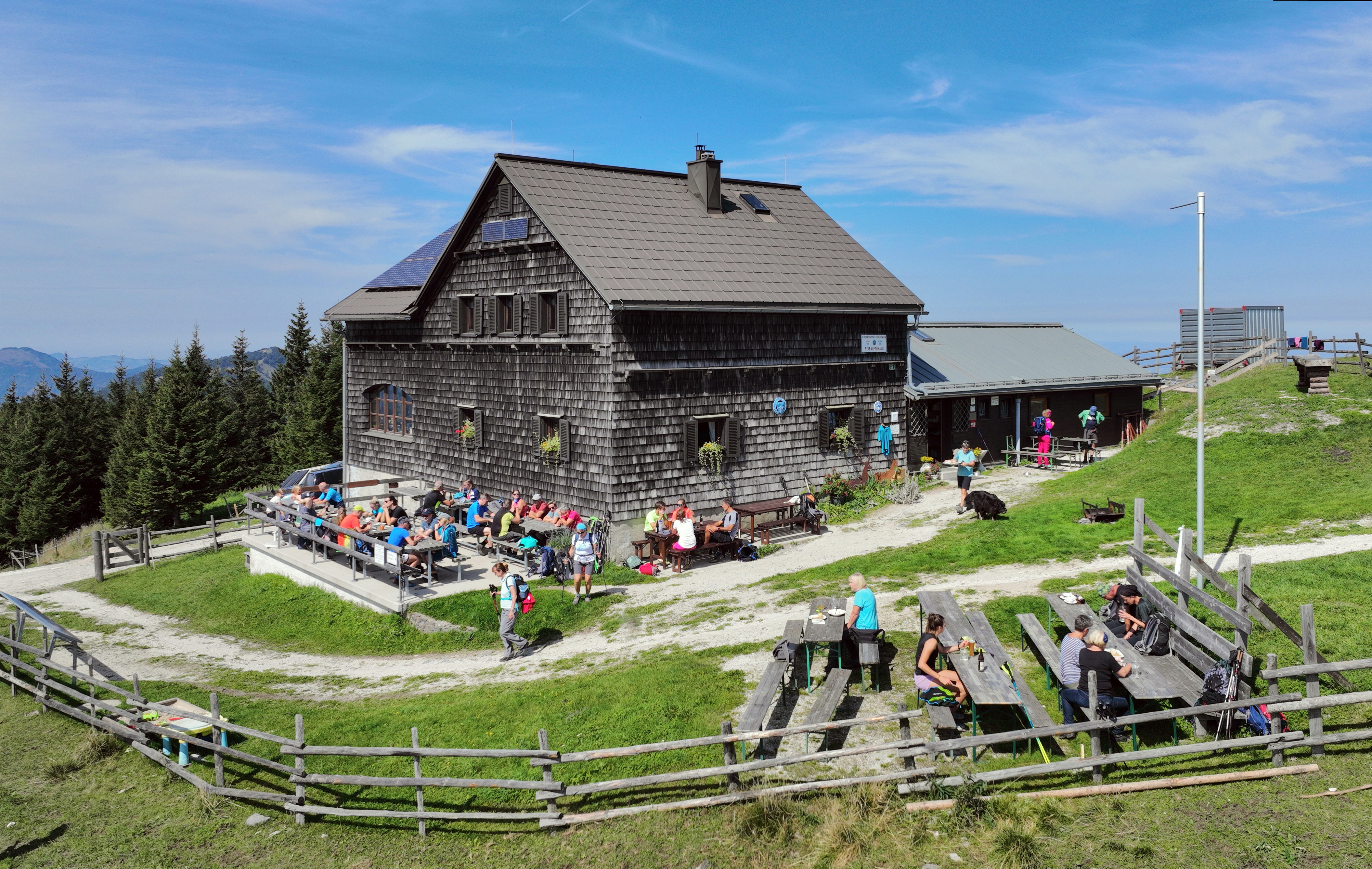
Schutzhaus auf dem Gipfel des höchsten Berges der Gutensteiner Alpen

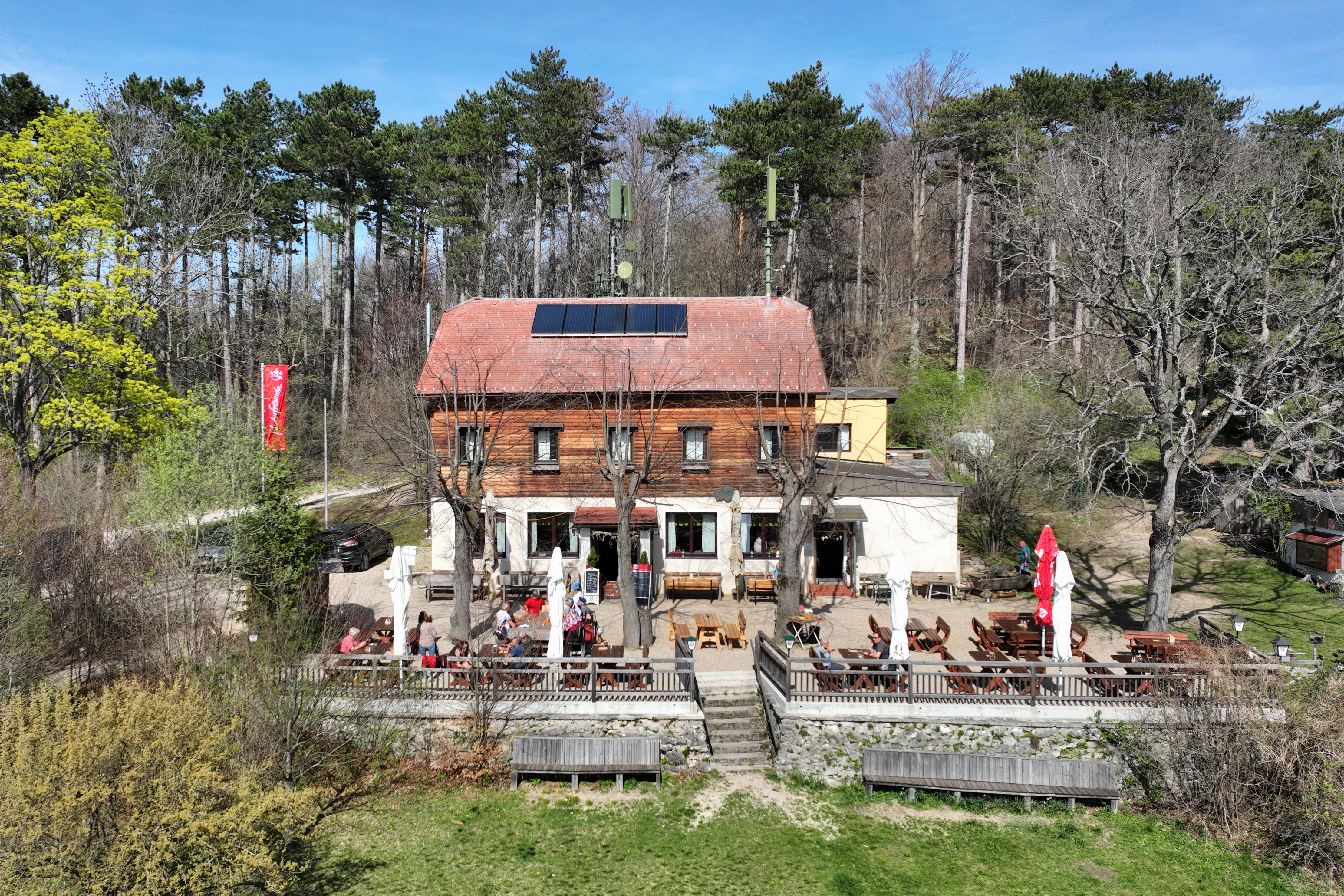
Schutzhaus der Naturfreunde auf dem Waxeneck

Die Gutensteiner Alpen werden im Norden durch das Gölsen- und Triestingtal vom Wienerwald abgegrenzt; im Osten stoßen sie an das Wiener Becken. Die Abgrenzung zur Rax-Schneeberg-Gruppe im Süden bildet das Tal des Sierningbachs zwischen Ternitz und Puchberg am Schneeberg, der Sattel bei der Mamauwiese und das Voisbach- und Schwarzatal. Im Westen, ab dem Seebach bei St. Aegyd am Neuwalde, verläuft die Grenze zu den Türnitzer Alpen entlang der Unrecht-Traisen und der Traisen.
Durch die Gutensteiner Alpen verläuft vom Sattelübergang Wassertal–Seebach bis zum Gerichtsberg der Alpenhauptkamm entlang der Linie Haselstein – Ochsattel – Hegerberg – Kalte Kuchl – Jochart – Unterberg – Kieneck. Nach Norden wird der Gebirgszug durch die Traisen und Gölsen entwässert, nach Süden durch die Schwarza, Piesting und Triesting.
Bei Ebenwald, Gemeinde Kleinzell, befindet sich der nördlichste Berg der Alpen mit einer Höhe über 1000 m, der Sengenebenberg (1104 m). Auf der Hohen Wand findet sich mit dem Bromberg (1078 m) auch der östlichste Eintausender der Alpen.

### Liste von Gipfeln nach Schartenhöhe
| Nr. | Gipfel           | Höhe (m) | Schartenhöhe (m) | Gemeinde(n)                                         |
| --- | ---------------- | -------- | ---------------- | --------------------------------------------------- |
| 01. | Reisalpe         | 1399     | 637              | Kleinzell, Lilienfeld                               |
| 02. | Handlesberg      | 1370     | 606              | Schwarzau im Gebirge                                |
| 03. | Unterberg        | 1342     | 564              | Muggendorf, Ramsau                                  |
| 04. | Hinteralm        | 1311     | 401              | Lilienfeld                                          |
| 05. | Plackles         | 1132     | 392              | Höflein an der hohen Wand, Hohe Wand                |
| 06. | Jochart          | 1266     | 386              | Kleinzell, Rohr im Gebirge                          |
| 07. | Hutberg (⊙)      | 1170     | 382              | Gutenstein, Schwarzau im Gebirge                    |
| 08. | Hegerberg        | 1179     | 375              | Hohenberg, Kleinzell, Rohr im Gebirge               |
| 09. | Hocheck          | 1037     | 337              | Furth an der Triesting, Altenmarkt an der Triesting |
| 10. | Kienberg (⊙)     | 1015     | 337              | Puchberg am Schneeberg                              |
| 11. | Hohe Mandling    | 0967     | 337              | Pernitz                                             |
| 12. | Höhenberg        | 1027     | 307              | Kleinzell, Ramsau                                   |
| 13. | Grössenberg (⊙)  | 1102     | 297              | Rohr im Gebirge                                     |
| 14. | Hochstaff        | 1305     | 293              | Kleinzell                                           |
| 15. | Gemeindealpe (⊙) | 1005     | 269              | Kleinzell                                           |
| 16. | Katharinenschlag | 1222     | 261              | Gutenstein, Miesenbach                              |
| 17. | Nebelstein (⊙)   | 1009     | 259              | Gutenstein                                          |

## Gliederung
Die Gutensteiner Alpen gliedern sich nach Trimmel (1860, in der AVE 23), als Untergruppe der Niederösterreichischen Kalkalpen (1800), in neun Untergruppen:

Im Norden finden sich von West nach Ost:
- Reisalpe–Hegerberg (1866) mit Reisalpe (1399 m), Kloster-Hinteralpe (1311 m), Hochstaff (1305 m), Muckenkogel (1248 m) und Hegerberg (1179 m)
- Unterberg–Jochart (1867) mit Unterberg (1342 m) und Jochart (1266 m)
- Kieneck–Hocheck (1868) mit Kieneck (1106 m), Almesbrunnberg (1079 m) und Hocheck (1037 m)

Südlich des Alpenhauptkamms schließen von West nach Ost an:
- Handlesberg–Haberkogel (1865) mit Handlesberg (1370 m), Streimling (1050 m), Haberkogel (1041 m)
- Dürre Wand (1862) mit  Katharinenschlag (1222 m), Schober (1213 m) und Öhler (1183 m)
- Hohe Wand (1863) mit Plackles (1132 m)
- Hohe Mandling–Waxeneck (1869) mit Hohe Mandling (967 m) und Waxeneck (796 m)

Den Übergang ins Wiener Becken bilden:
- Gösing–Hochberg (1861) mit  Hochberg (956 m) und Gösing (898 m)
- Fischauer Vorberge (1864) mit Kienberg (650 m)

## Geologie
Der Großteil der Gutensteiner Alpen besteht aus Kalkgesteinen des ostalpinen Deckenstapels, insbesondere Gutensteiner Kalk und -Dolomit aus der unteren bzw. mittleren Trias. Diese relativ grobkörnigen Gesteine weisen fast immer eine deutliche Bankung und teilweise farbige Schichten auf. Im Südosten und Nordwesten ist auch Konglomeratgestein aus der Kreidezeit zu finden. Nach Vorkommen in dieser Region erhielt auch der Gutensteiner Dolomit seinen Namen. Er kann fein- und grobkörnig sein und kieselige oder tonige Komponenten enthalten. Das graue bis braune, meist gebankte Sediment entstand in Lagunen der Trias und ist mit dem Buntdolomit verwandt. Seine sehr variablen Ausprägungen sind nach Westen bis über das Dachsteingebirge hinaus verbreitet.
Im Kalkgestein sind zahlreiche Höhlen zu finden; von diesen sind die Einhornhöhle bei Dreistetten, die Eisensteinhöhle bei Brunn an der Schneebergbahn und das Lange Loch (Flatzer Tropfsteinhöhle) bei Flatz (Gemeinde Ternitz) allgemein zugänglich.

## Gemeinden und Landschaft
Mit Ausnahme des Piestingtales (Gemeinden Gutenstein, Pernitz, Markt Piesting) und des Puchberger Beckens sind nur die Täler am Rand der Gutensteiner Alpen sowie das Flachland am Ostrand dicht besiedelt. Wichtige Orte sind Traisen, Hainfeld und Berndorf im Norden, Wöllersdorf, Neunkirchen und Ternitz im Osten sowie St. Aegyd am Neuwalde und Lilienfeld im Westen.
Der Großteil der Gutensteiner Alpen ist dicht bewaldet und wird forstwirtschaftlich genutzt. In höheren Lagen findet man vor allem Fichten und Lärchen, in tieferen Lagen Buchen und an trockenen Standorten Föhren. Der Bezirk Lilienfeld, zu dem der nordwestliche Teil der Gutensteiner Alpen zählt, hat den größten Anteil an Waldfläche aller Bezirke Österreichs.

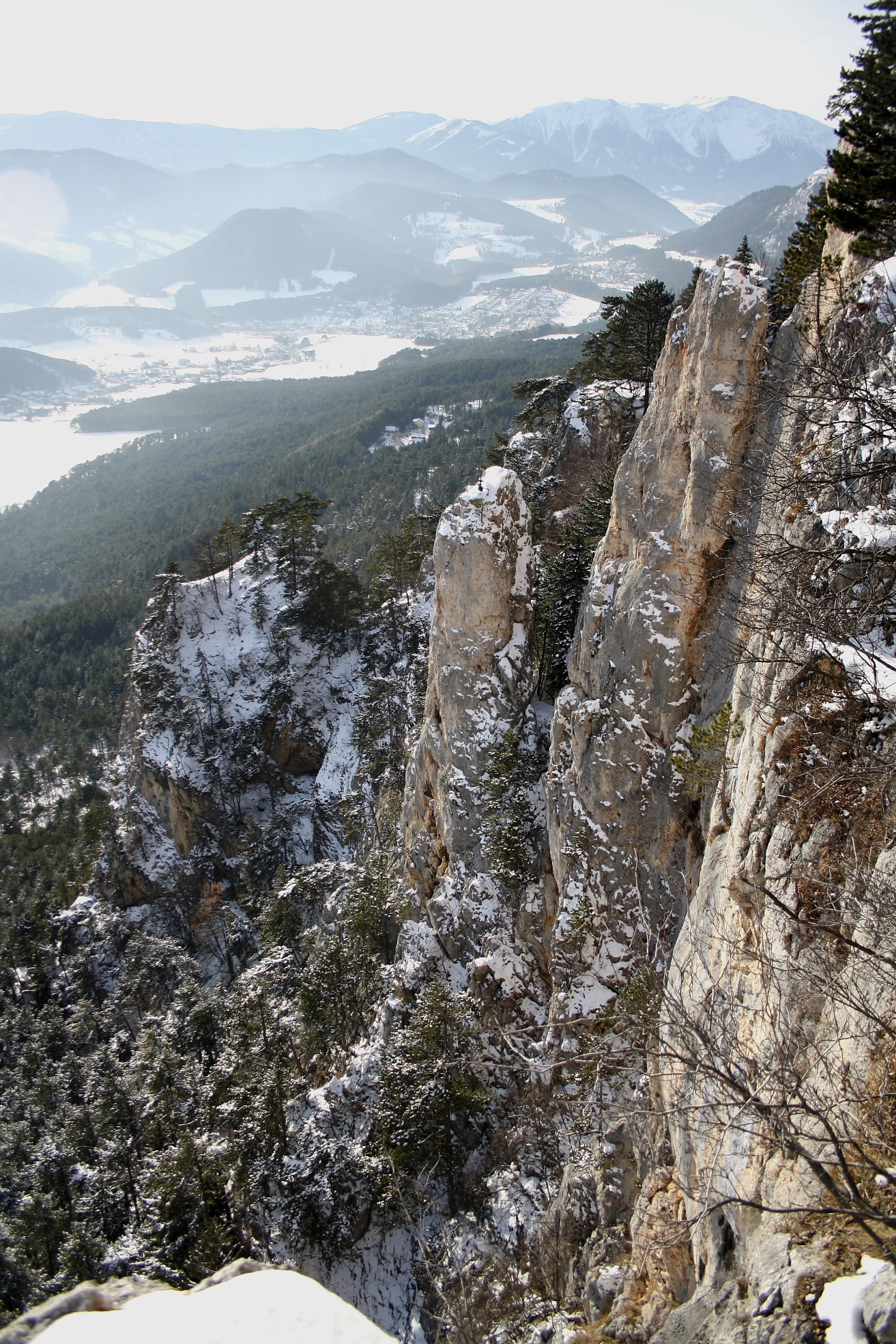
Hohe Wand
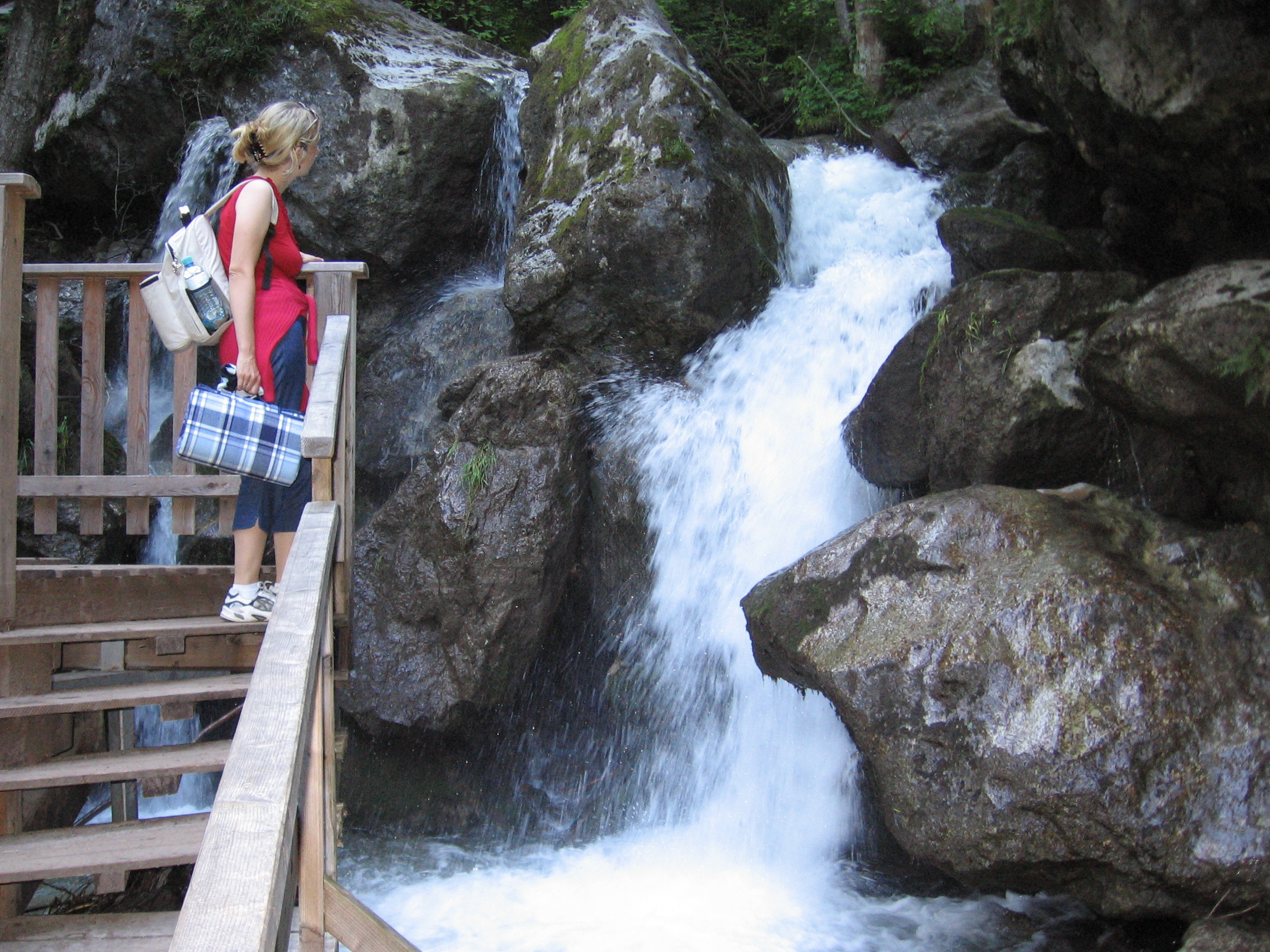
Myrafälle
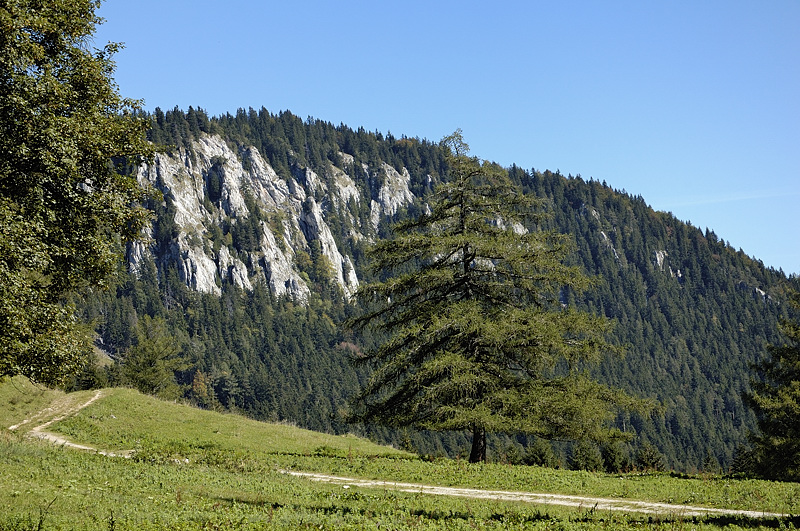
Öhler
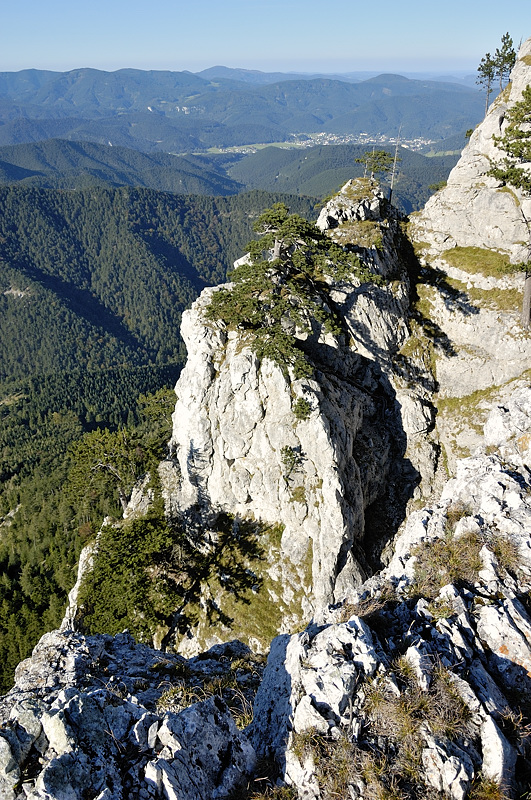
Plattenstein
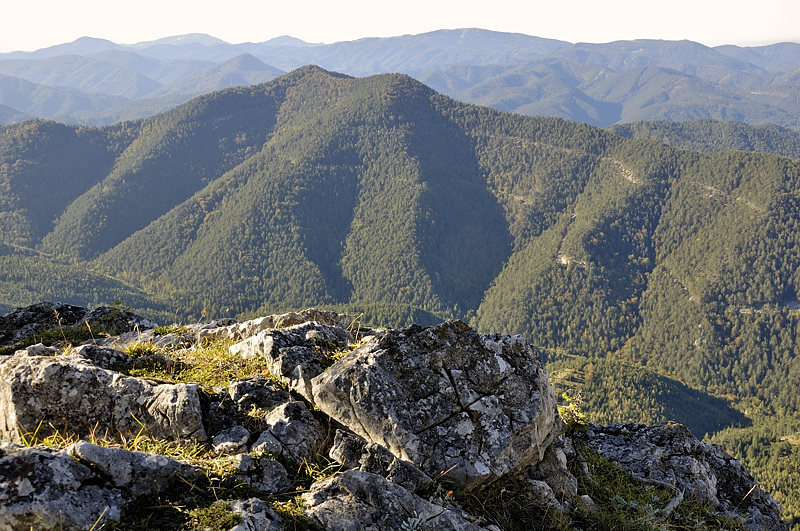
Großer Neukogel
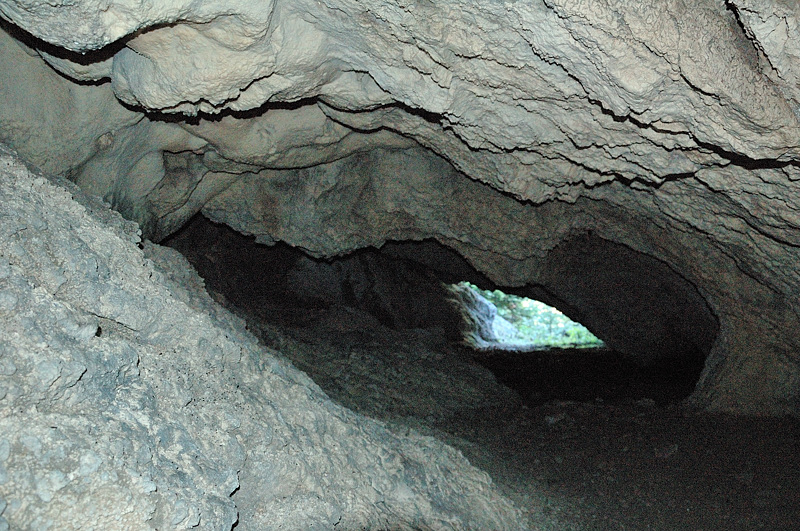
Marechlehöhle
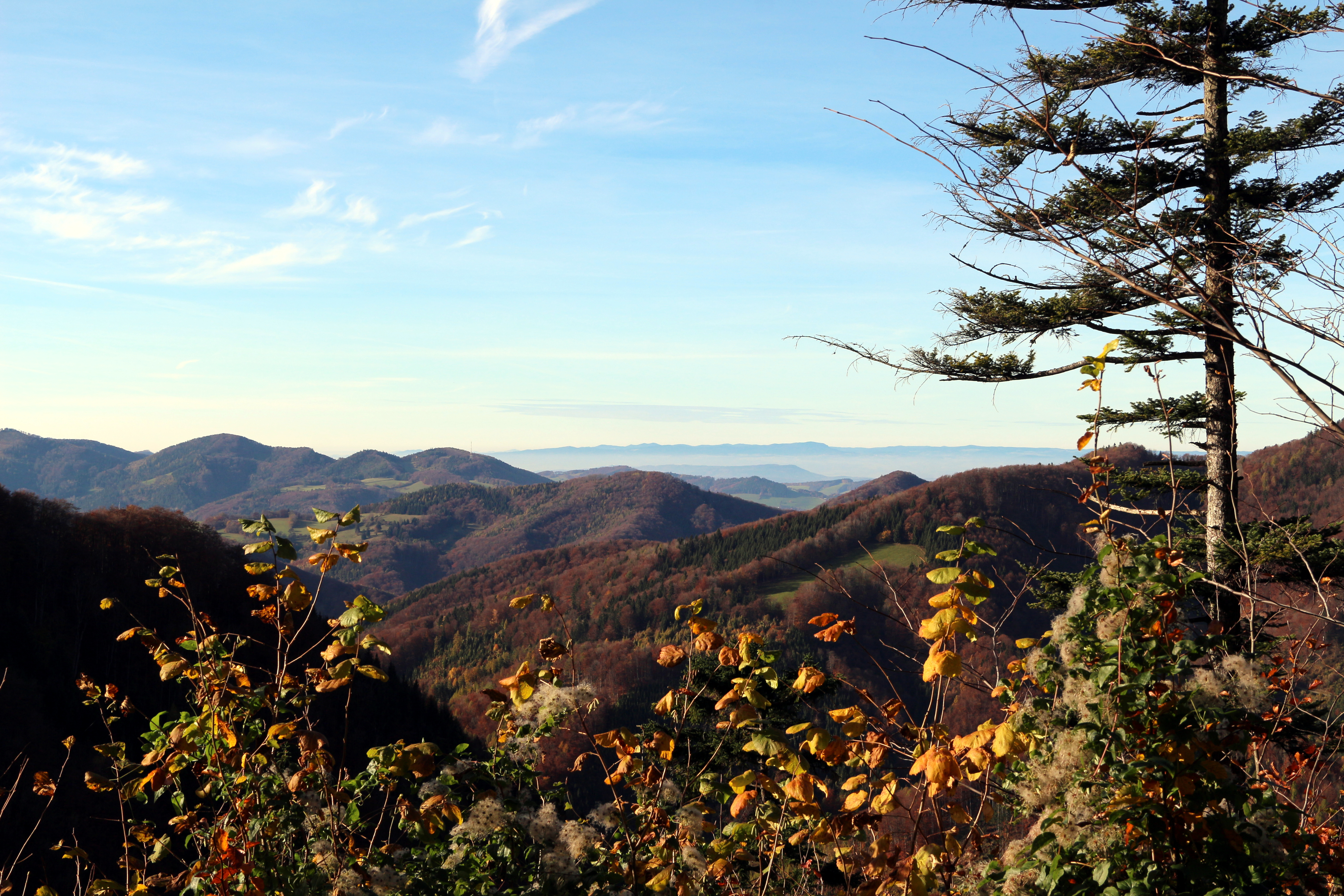
Gutensteiner Alpen im Gölsental im Herbst

## Tourismus
Die Gutensteiner Alpen sind ein wichtiges Erholungsgebiet für die Bevölkerung der Großräume Wien, Wiener Neustadt und St. Pölten. Vor allem die Hohe Wand im Osten ist durch eine Vielzahl von Wegen, Kletterrouten und einige Klettersteige sowie zahlreiche Berggasthäuser und Schutzhütten erschlossen. Beliebte Ausflugsziele sind auch die Myrafälle und die Steinwandklamm (zwischen Pernitz und Furth). Im Bereich des Muckenkogels bei Lilienfeld und an den Südosthängen des Unterbergs befinden sich Schigebiete.